# Sofija Janovskaja
Sofija Janovskaja (nome completo: Sofija Aleksandrovna Janovskaja, in russo Софи́я Алекса́ндровна Яно́вская?; nata Sofija  Neimark; Pružany, 31 gennaio 1896 – Mosca, 24 ottobre 1966) è stata una matematica e storica russa di epoca sovietica, specializzata in storia della matematica, logica matematica e filosofia della matematica.
È nota soprattutto per i suoi sforzi nel ripristinare la ricerca della logica matematica nell'Unione Sovietica e per la redazione e pubblicazione dei manoscritti matematici di Karl Marx.

## Biografia
Janovskaja nacque a Pružany, una città polacca vicino Brėst (nella moderna Bielorussia, da una famiglia ebrea del contabile Alexander Neimark. La famiglia si trasferì a Odessa e la ragazza compì studi classici e matematici nel ginnasio locale, dove ebbe tra i suoi insegnanti Ivan Jure'vich Timchenko, figura importante nella storiografia della matematica. Dal 1915 al 1918 studiò in un collegio femminile di Odessa, dove fu allieva del succitato Timchenko e di Samuil Osipovich Shatunovsky. Dopo la rivoluzione comunista, divenne politicamente attiva. Ancora studentessa, si unì alla Croce Rossa che assisteva i prigionieri politici. Si iscrisse al partito quand'era ancora illegale nel novembre 1918. Nel 1919 fu commissaria politica dell'Armata Rossa e giornalista del locale giornale comunista. Lavorò come funzionaria di partito fino al 1924, trascurando gli studi accademici finché iniziò ad insegnare all'Istituto dei Professori Rossi. Fu Professoressa di Matematica all'Università statale di Mosca dal 1931. Nel 1935 conseguì il dottorato. Nel 1959 divenne la prima cattedratica del neonato dipartimento di Logica matematica. Ad eccezione degli anni della guerra (1941-1945), lavorò all'Università fino al pensionamento.
Morì di diabete a Mosca.

## Opera
Janovskaja si occupò di filosofia della matematica e di logica.  Scrisse contrò la filosofia di Gottlob Frege.  Il suo lavoro sulla logica è considerato importante nello sviluppo della stessa Unione Sovietica, perché attaccava l'ideologia borghese occidentale.
Janovskaja si dedicò altresì alla storia della matematica, per la quale pubblicò tra gli altri scritti sulle frazioni nella matematica egiziana, i paradossi di Zenone, la geometria di Cartesio e la geometria non-euclidea di Lobačevskij.
Fu rilevante il suo lavoro di traduzione e cura editoriale di lavori di logica matematica significativi nella comunità internazionale.
Engels aveva sottolineato nei suoi scritti come Karl Marx avesse prodotto materiale sulla matematica. Janovskaja trovò i Manoscritti matematici di Marx e si occupò della loro prima pubblicazione in russo nel 1933. Conseguì il dottorato nel 1935. Il suo lavoro sui manoscritti matematici di Karl Marx iniziò negli anni '30 e potrebbe aver avuto una certa influenza sullo studio dell'analisi non standard in Cina. Nel mondo accademico è oggi maggiormente ricordata per il suo lavoro sulla storia e la filosofia della matematica, nonché per la sua influenza sulle giovani generazioni di ricercatori. Convinse Ludwig Wittgenstein quando era in visita in Unione Sovietica nel 1935 a rinunciare alla sua idea di trasferirvisi in pianta stabile. Nel 1968 Janovskaja si adoperò per una migliore pubblicazione dell'opera di Marx, da cui derivarono ulteriori edizioni straniere.